# Verwaltungsgemeinschaft Gemünden am Main
In der Verwaltungsgemeinschaft Gemünden am Main im unterfränkischen Landkreis Main-Spessart haben sich folgende Gemeinden zur Erledigung ihrer Verwaltungsgeschäfte zusammengeschlossen:
1. Gössenheim, 1089 Einwohner, 11,50 km²
2. Gräfendorf, 1317 Einwohner, 45,30 km²
3. Karsbach, 1730 Einwohner, 30,16 km²

Sitz, aber nicht Mitglied der Verwaltungsgemeinschaft ist Gemünden am Main.